# Крылья (романы Пайк)
«Крылья» (англ. Wings) — серия приключенческих книг о феях, созданная американской писательницей Эприлинн Пайк в 2009 году. В них описываются приключения пятнадцатилетней девушки-феи Лорел Сьюэлл, которая до своих пятнадцати лет не знала, что она фея. 
Феи в романах Пайк изображаются, как негуманоидные существа с холодной кровью, которые по своей биологии ближе к растениям, чем к животным; у них различается "опыление" и собственно секс. 

## Книги
Сейчас в серии четыре книги:
1. Крылья («Wings»)
2. Чары («Spells»)
3. Миражи («Illusions»)
4. Предначертание(«Destined»)

Первый роман Эприлинн Пайк в серии романов «Крылья» был написан в 2009 году.

## Персонажи
- Лорел Сьюэлл — пятнадцатилетняя школьница, которая узнала, что она фея. Она не родная дочь своим родителям. Её подбросили феи на крыльцо семейной паре Саре и Марку Сьюэлл, когда Лорел было три года по человеческим меркам, а по фейским — семь. Сара и Марк не доверяли врачам. Родители её заметили, когда она барахталась в корзинке. Двенадцать лет она прожила у своих приёмных родителей. Была на домашнем обучении. После того, как Марк получил предложение купить книжный магазин в Кресент-Сити, они переехали в этот город. Прежний участок приходилось продавать, и уже появился покупатель — Иеремия Барнс. Лорел пришлось ходить в местную школу, чего она не хотела. Там познакомилась с парнем Девидом. Потом встретила фея Тамани в своей рощице в Орике. Позже влюбилась, и в Дэвида, и в Тамани. Лорел является Осенней феей, поэтому у неё на спине растёт цветок осенью. По фейским меркам Лорел уже девятнадцать.
- Дэвид Лоусон — одноклассник Лорел. Влюбился в неё, когда в первый раз увидел. Знает тайну Лорел. Ему она открылась, когда у неё на спине вырос цветок, он похож на крылья. Мать у Дэвида работает в аптеке. Отец от них ушёл, когда Дэвиду было 9 лет. Соперничают в оценках с Челси. Последняя глава "Предначертания" - его письмо к Челси.
- Тамани Де Рослин — весенний фей. Влюбился в Лорел, когда она ещё не была подброшена своим приёмным родителям. Они очень крепко дружили. Лорел стёрли память, когда её подбросили, и она забыла про Тамани, но при первой встрече почувствовала, что они знакомы. Тамани приходится стражем Лорел и стражем врат Авалона. Очень ревнует Лорел к Дэвиду. Именно он рассказал, что она фея и пояснил всё остальное. Родители находятся в Авалоне, так как весенние и летние феи живут с родителями, в отличие от редких осенних и зимних. В третьей части становится фер-глейи Лорел, личным телохранителем, переводясь в её школу. Там представляется как Шотландец. Фамилия узнаётся только в третьей части «Illusions» (Миражи).
- Сара Сьюэлл — приёмная мать Лорел и жена Марка. Мать у неё умерла, когда ей было девятнадцать, она решила дом выставить на продажу. Потом встретила Марка и решила помедлить с продажей, когда они поженились. Но вскоре она опять выставила участок на продажу. Чтобы ей помешать феи положили на крыльцо маленькую Лорел, и она вовсе убрала дом с продажи. Когда Лорел исполнилось пятнадцать лет, она снова поставила дом на продажу и отозвался покупатель — Имерия Барнс. Со сделкой тянули полгода. Вскоре семья переехала в город Кресент-Сити. Потом, когда муж смертельно заболел у неё появилось много долгов, и она решила продать участок мистеру Барнсу, но Лорел сумела разорвать сделку.
- Марк Сьюэлл - муж Сары Сьюэлл, приёмный отец Лорел.
- Иеремия Барнс — тролль, который стремился купить землю в Орике, так как на участке находились врата в Авалон.
- Челси  — лучшая подруга Лорел. Учится ничем не хуже Дэвида. С первого класса мечтает поступить в колледж Гарварда. Встречается с Райаном, хотя всё время любила Дэвида.
- Райан - парень Челси. Единственный в компании, кто не в курсе про фей. Когда он мог узнать, кто-то стёр ему память.
- Катя — осенняя фея, лучшая подруга Лорел в Академии Авалона.
- Шар — весенний фей, страж, как и Тамани, но старше. В Кресент-сити изображал «дядю» Тамани.
- Ясмин — Зимняя фея, воспитанница Джеймисона.
- Джеймисон — могучий зимний фей. Верный друг и помощник Лорел и её друзей.
- Юки — дикая зимняя фея из Японии, которую спасла и воспитала как племянницу Клеа. Изначально старалась узнать для «тёти» местоположение врат в Авалон. В конце серии помогла спастись Лорел и остальным.
- Клеа — (Калиста). Осенняя фея в изгнании, специализируется на ядах.

## Критика
Первый роман серии, "Крылья", получил в основном положительные отзывы: его сравнивали с "Сумерками" Стефани Мейер. Сама Мейер написала отзыв о романе Пайк для обложки романа  Обозреватель Booklist писал, что "первый роман явно предназначен, чтобы завлечь фанатов "Сумерек", хотя здесь значительно меньше резкости и крови, однако присутствует любовный треугольник... Прекрасное чтение для эскаписта, где изящно смешано повседневное и фантастическое". Romantic Times поместило "Крылья" в категорию "Лучший выбор", назвав книгу "увлекательной историей опасности и любви. Эта переинтерпретация истории о фэйри захватит читателя своей правдоподобностью и богатым воображением автора"
У. Янг в своей диссертации привлекает материал "Крыльев", как типичной серии для такого рода литературы (романтической фэнтэзи в жанре янг-эдалт). В частности, любовный треугольник между Дэвидом, Тамани и героиней приобретает своё благополучное разрешение: героиня будет жить "долго и счастливо" в моногамном браке.